# Santuario histórico Bosque de Pómac
El santuario histórico Bosque de Pómac (SHBP) es un área protegida del Perú ubicado en el distrito de Pítipo, provincia de Ferreñafe, departamento de Lambayeque que comprende el entorno natural de la zona arqueológica de Batán Grande. Es una de las cuatro áreas categorizadas como santuarios históricos en el país.
El objetivo del santuario histórico es contribuir a la conservación paisajística-cultural del área más representativa de la ecorregión de bosque seco ecuatorial, en su formación vegetal típica de algarrobal con el complejo arqueológico de Sicán (Batán Grande).
La zona destaca por ser representada por 95 especies de aves como Phytotoma raimondii, Tachycineta stolzmanni, Myiarchus semirufus, Theristicus melanopis y Tumbezia salvini.

## Historia
A partir del siglo XX se realizaron obras de infraestructura hidráulica como la compuerta Sutton, realizada en la década de 1925 al 30. Las huacas son afectadas por las inundaciones provocados por el fenómeno del Niño y los desvíos de aguas. Antiguamente fue categorizada como Zona Reservada Batán Grande. En el 1 de junio de 2001 fue establecido como Santuario Histórico Bosque de Pómac con una superficie de 5,887.38 hectáreas. En el 2009 la intervención policial para desalojar a invasores del área dejó dos policías muertos y siete heridos.

## Flora
El bosque de Pómac pertenece a la ecorregión Bosque Seco Ecuatorial o Provincia Biogeográfica Desierto Pacífico Tropical, las especies forestales dominantes en su mayor porcentaje son el “algarrobo” y “sapote”. Entre las principales especies de plantas tenemos:
● Árboles: “algarrobo” Prosopis pallida, “sapote” Capparis angulata, “faique” Acacia macracantha, “palo verde” Cercidium praecox, “angolo” Pithecollobium multiflorum y “látigo de cristo” Parkinsonia aculeata.
● Arbustos: “vichayo” Capparis ovalifolia, “cuncuno” Vallesia glabra, “chaquiro” Pithecollobium excelsum.“cactus gigantón” Neoraimondia gigantea y “rabo de zorro” Setaria verticillata.

## Arqueología - Batán Grande
La zona arqueológica monumental del Batán Grande (Bosque de Pómac), declarada Patrimonio Cultural de la Nación con RDN N.º 057/INC, tiene una extensión de 5 887,38 ha., y está ubicada mayoritariamente en parte del Pítipo, y en menor grado, en sectores de los distritos de Pacora, Íllimo y Túcume, territorios todos ellos de la provincia de Lambayeque.
Acorde con ello, la zona arqueológica monumental Batán Grande (Bosque de Pómac) posee declaratoria como Patrimonio Cultural de la Nación mediante Resolución Nacional Directoral N.º 057/INC, del 16 de enero de 2009, emitido por el Instituto Nacional de Cultura (ahora Ministerio de Cultura), dado que su magnitud y fisionomía deben conservarse por poseer valor cultural, histórico y urbanístico de conjunto. A través del acuerdo de la Comisión Nacional Técnica de Arqueología del actual Ministerio de Cultura del Perú, se recomendó a la Alta Dirección la declaración de la zona como parte del Patrimonio Cultural de la Nación, incluyéndose en la declaración el plano perimétrico con su ficha técnica y su memoria descriptiva.

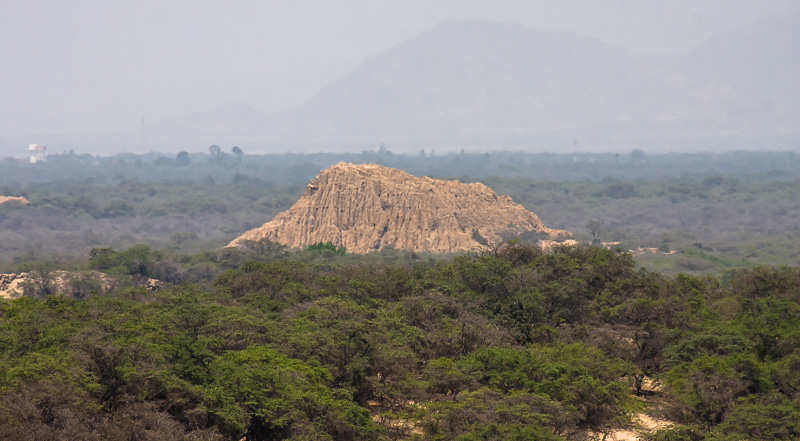
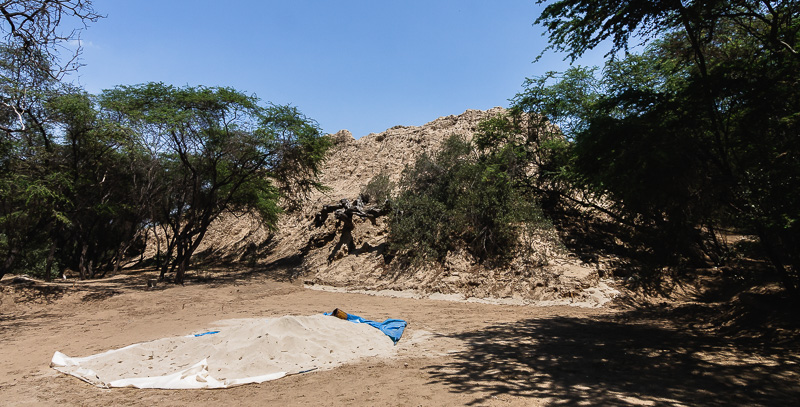
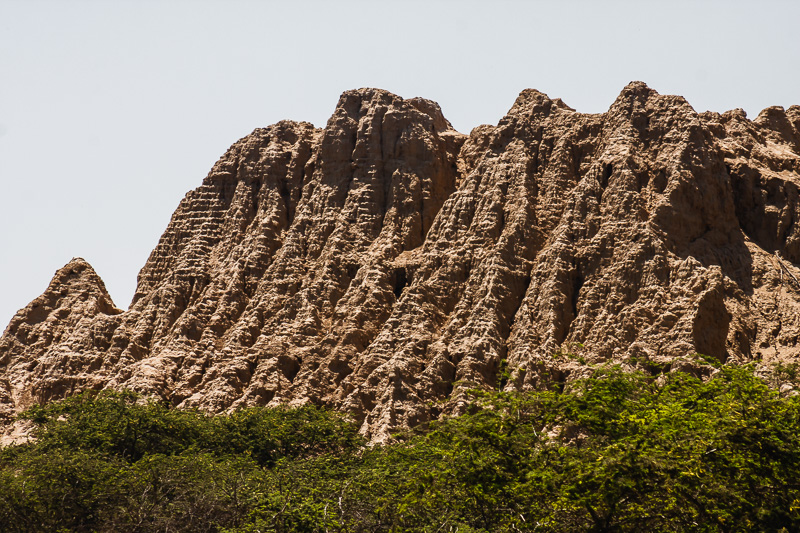
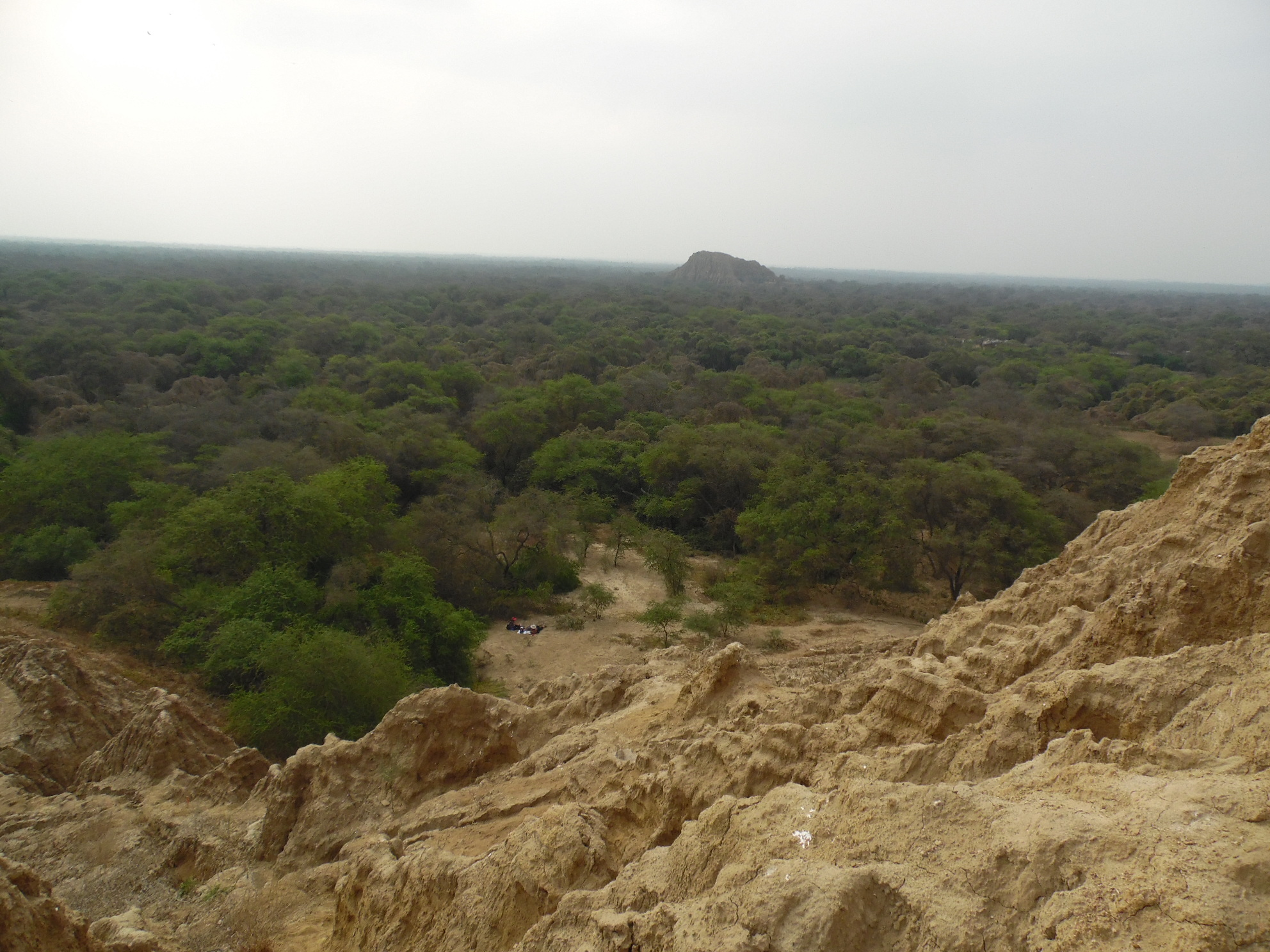